# Valjala-Ariste
Valjala-Ariste (Duits: Harris) is een plaats in de Estlandse gemeente Saaremaa, provincie Saaremaa. De plaats heeft de status van dorp (Estisch: küla) en telt 28 inwoners (2021).
Tot in oktober 2017 lag Valjala-Ariste in de gemeente Valjala en heette de plaats Ariste. In die maand ging Valjala op in de fusiegemeente Saaremaa. Omdat in de nieuwe gemeente nog een dorp Ariste lag, kreeg dit Ariste een nieuwe naam.

## Geschiedenis
De plaats werd in 1400 voor het eerst genoemd onder de naam Hariest als nederzetting op het landgoed van Vanalõve.
(Valjala-)Ariste werd in 1977 bij het buurdorp Jursi gevoegd, maar werd in 1997 weer een zelfstandig dorp.